# 누 파가디
누 파가디(Nu Pagadi)는 독일의 팝 밴드이다.

## 디스코그래피
- Your Dark Side (2005)